# Elpida Memory
Elpida Memory (エルピーダメモリ株式会社) era un'azienda giapponese che produceva componentistica elettronica, in particolare memorie di tipo ram per pc. La società, che era anche una fonderia di semiconduttori, aveva sede a Yaesu, Chūō, Tokyo.
La società nacque nel 1999 come "NEC Hitachi Memory", assumendo poi il nome Elpida l'anno successivo.
Elpida nel febbraio 2013 era il terzo produttore mondiale di DRAM.
A luglio 2013 Elpida è stata ufficialmente acquisita da Micron Technology.
Il 31 luglio 2013 la società era interamente di proprietà della Micron e a partire dal 28 febbraio 2014 le principali sedi Elpida hanno cambiato definitivamente il loro nome.

## Produzione
- DDR2 SDRAM
- DDR3 SDRAM
- Mobile RAM
- GDDR5
- XDR DRAM